# Markiana
Markiana ist eine Fischgattung aus der Ordnung der Salmlerartigen (Characiformes). 
Die Gattung umfasst zwei Arten:
- Markiana geayi (Pellegrin, 1909)
- Markiana nigripinnis (Perugia, 1891)

## Merkmale
Markiana-Arten erreichen eine maximale Standardlänge von 10 Zentimetern. Sie sind relativ hochrückig und seitlich stark abgeflacht. Charakteristisch für die Gattung ist die in sehr regulären Linien verlaufende Beschuppung. Die Seitenlinie ist vollständig. Unterhalb der Seitenlinie werden die Schuppen zur Bauchlinie hin immer kleiner. Auch die Afterflosse ist beschuppt. Auf den Körperseiten zeigen die Fische zahlreiche waagerecht verlaufende Linien.

## Verbreitung und Lebensraum
Von den zwei Arten kommt M. geayi im nördlichen Südamerika in Kolumbien und Venezuela vor und lebt dort in westlichen und nördlichen Nebenflüssen des Orinoko, M. nigripinnis kommt im Einzugsbereich des Río Mamoré im bolivianischen Teil des Amazonasbeckens und im angrenzenden südöstlichen Peru, sowie im Stromgebiet des Río Paraná und des Río Paraguay vor. Die Fische leben in Gewässern offener Landschaften, in Venezuela z. B. in den Llanos, in Bolivien in der Moxos-Ebene und in Brasilien im Pantanal. Sie werden in der Regel einzeln in beschatteten Bereichen gefunden und sind Artgenossen gegenüber aggressiv.